# Liste der Naturdenkmale in Prümzurlay
Die Liste der Naturdenkmale in Prümzurlay nennt die im Gemeindegebiet von Prümzurlay ausgewiesenen Naturdenkmale (Stand 13. April 2024).

## Naturdenkmale
| Nr.         | Bezeichnung                              | Lage                                                | Beschreibung                                 | Bild                                    |
| ----------- | ---------------------------------------- | --------------------------------------------------- | -------------------------------------------- | --------------------------------------- |
| ND-7232-470 | Eiche und Buche bei der Ruine Prümerburg | östlich des Ortes; Abteilung Unter der Gaislay Lage | Quercus sp. und Fagus sylvatica, je ein Baum | Direkt Bild zu diesem Denkmal hochladen |